# Boris Rommel

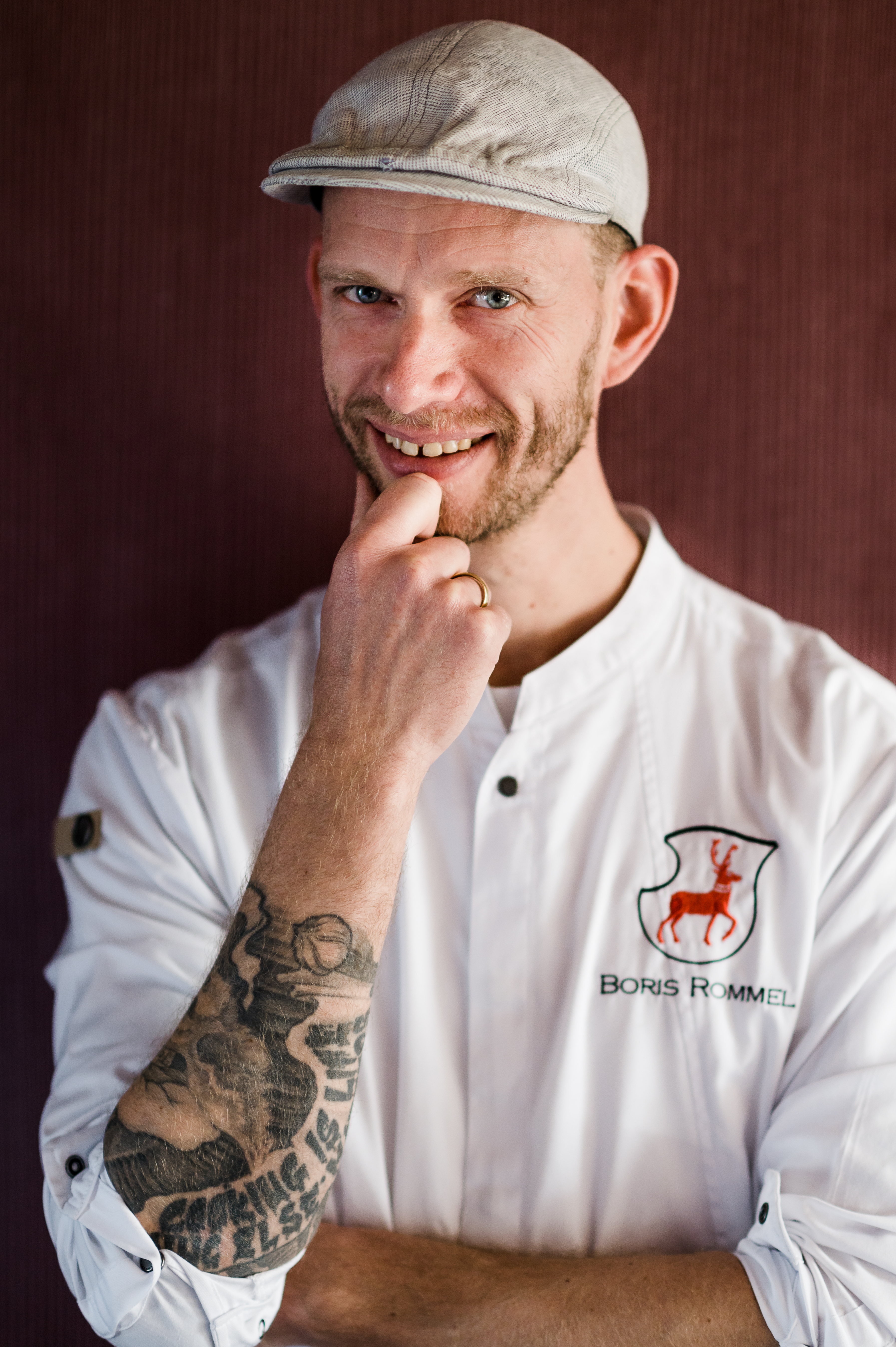
Boris Rommel

Boris Rommel (* 10. April 1984 in Karlsruhe) ist ein deutscher Koch.

## Werdegang
Boris Rommel absolvierte seine Koch-Ausbildung im Restaurant Erbprinz in Ettlingen. Es folgten Stationen im Hotel Bareiss in Baiersbronn, im Colombi Hotel in Freiburg, im Schlosshotel Bühlerhöhe, in der Villa Hammerschmiede in Pfinztal sowie als Sous Chef im Wald & Schlosshotel Friedrichsruhe (ein Michelinstern).
Von 2013 bis Januar 2016 war er Inhaber und Küchenchef des Restaurants Simplicissimus in Heidelberg und wurde mit 14 Punkten im Gault Millau bewertet.
Seit Februar 2016 ist Boris Rommel Küchenchef im Gourmet-Restaurant Le Cerf im Wald & Schlosshotel Friedrichsruhe, das im gleichen Jahr mit einem Michelinstern ausgezeichnet wurde. Im November 2017 wurde dem Restaurant der zweite Michelinstern verliehen.
Seine Küche vereint klassische französische Haute Cuisine mit regionalen Einflüssen. 
Ab Juli 2025 wurde das im Schlosshotel neu eröffnete panasiatische Restaurant Bonsai zusätzlich von Rommel geleitet.
Er ist verheiratet und hat einen Sohn.

## Auszeichnungen
- 2012: Meisterkoch des Jahres, Intergastra 2012
- 2016: Ein Stern im Guide Michelin
- Seit 2017: Zwei Sterne im Guide Michelin für das Restaurant Le Cerf in Zweiflingen[4][5]
- 2019: 18 Punkte im Gault Millau

## Publikationen
- Boris Rommel: Kochen ist Leben: Zwischen Kunst und Handwerk, Heilbronner Stimme,  2018, ISBN 978-3-921923-45-0.
- Boris Rommel: Zeit zu kochen: Am Tisch mit Familie und Freunden. Heilbronner Stimme; 2024, ISBN 978-3921923504.